# Берри, Уильям, 3-й виконт Кэмроуз
Уильям Майкл Берри, барон Хартвелл (англ. William Michael Berry, Baron Hartwell; 18 мая 1911 — 3 апреля 2001) — британский пэр, владелец газеты и журналист.

## Ранняя жизнь и образование
Родился 18 мая 1911 года. Второй сын Уильяма Берри, 1-го виконта Кэмроуза (1879—1954), и его жены Мэри Агнес Корнс (? — 1962). Он получил образование в Итонском колледже и в колледже Крайст-Черч Оксфордскорго университета, получив в 1933 году степень бакалавра искусств. В 1954 году ему была присвоена степень магистра искусств Крайст-черча.

## Карьера
Уильям Берри был редактором Glasgow Sunday в 1934 году и управляющим редактором Financial Times в 1937—1939 годах. Он получил чины 2-го лейтенанта в 1938 году в лондонском Сити Йоменри и капитана 1940 году, затем он был произведен в майоры. Он воевал во Второй мировой войне, где он был дважды упомянут в донесениях. Он получил звание подполковника в 1944 году. Он был награжден Орденом Британской империи в 1945 году и Территориальным знаком отличия.
Уильям Берри последовал за своим старшим братом Сеймуром Берри, 2-м виконтом Камроузом, в качестве председателя и главного редактора газет Daily и Sunday Telegraph. Он оставался на этой должности до поглощения Конрадом Блэком в 1986 году. Он также был спонсором художественного обзора журнала X.
19 января 1968 года Берри был удостоен пожизненного пэрства как барон Хартвелл из Питерборо-Корт в лондонском Сити, став членом Палаты лордов Великобритании .
15 февраля 1995 года после смерти своего бездетного старшего брата, Джона Сеймура Берри, 2-го виконта Кэмроуза (1909—1995), Уильям Берри унаследовал титулы 3-го виконта Кэмроуза из Хаквуд-Парка в графстве Саутгемптон, 3-го барона Кэмроуза из Лонг-Кросса в графстве Суррей и 3-го баронета Берри, но отказался этих титулов.

## Личная жизнь
7 января 1936 года лорд Хартвелл женился на леди Памеле Смит (16 мая 1914 — 7 января 1982), дочери Фредерика Эдвина Смита, 1-го графа Биркенеда, и Маргарет Элеоноры Фурно, дочери академика Генри Фурно. У супругов было четверо детей:
- Эдриан Майкл Берри, 4-й виконт Кэмроуз (15 июня 1937 — 18 апреля 2016), старший сын и преемник отца.
- Достопочтенный Николас Уильям Берри (3 июля 1942 — 25 декабря 2016)
- Достопочтенная Гарриет Мэри Маргарет Берри (род. 8 ноября 1944)
- Достопочтенная Элеонора Агнес Берри (род. 6 мая 1950), писательница.

Лорд Хартвелл скончался в Вестминстере, Лондон, 3 апреля 2001 года в возрасте 89 лет. Его старший сын Адриан унаследовал титул виконта, баронства Камроуза и баронета. Баронство Хартвелл угасло.